# Alloniscus gerardi
Alloniscus gerardi is een pissebed uit de familie Alloniscidae. De wetenschappelijke naam van de soort is voor het eerst geldig gepubliceerd in 1960 door Arcangeli.